# Imreg
Imreg (szlovákul Brehov, korábban Imbreg) község Szlovákiában, a Kassai kerület Tőketerebesi járásában.

## Fekvése
Tőketerebestől 17 km-re délkeletre, az Ondava jobb partján fekszik.

## Története
A község területén a régészeti leletek tanúsága szerint már az i. e. 5000 és 3000 közötti időben éltek a bükki kultúrához tartozó embercsoportok. Az i. e. 7. századtól a laténi kultúra települése állt itt.
A mai települést 1309-ben „Imbregh” alakban említik először. A falu temploma 1333-ban már állott, 1623-ban romokban hevert, de 1752-ben újjáépítették. A falu az Imreghy család ősi birtoka, akiket egy 1419-ből származó oklevélben említenek először. A 16. század közepén Imreget is elérte a reformáció. A falu református temploma az északi részen épült meg. Egy 1598-as feljegyzés szerint Stefán András, Soós Kristóf, Barkóczy László, Pethő István és a Bodó család a falu birtokosai. Később az Aspremont, Barkóczy, Kazinczy, Buttler, Bessenyey, Horváth, Szikszay és Weinberg családok a főbb birtokosai. 1767-ben a Barkóczy család a határában levő hegytetőn területet adományozott a minoritáknak, akik kolostort és templomot építettek ide. A kolostornak híres könyvtára volt kétezer kötettel. Nevezetes búcsújáróhely lett. A faluban 1787-ben 79 házban 517 lakos élt. Lakói főként mezőgazdasággal, szőlőtermesztéssel, állattartással foglalkoztak.
A 18. század végén Vályi András így ír róla: „IMREG. Elegyes magyar, és tót falu Zemplén Várm. földes Urai többek, fekszik Szürnyeg, és Jesztrebnek szomszédságában, hegyes, völgyes, homokos határja 3 nyomásbéli, erdője van, szőleje tsekély, piatzok Újhelyben.”
Fényes Elek 1851-ben kiadott geográfiai szótárában így ír a településről: „Imregh, magyar-orosz f., Zemplén vmegyében, a Latorcza mellett, Zemplénhez 1 órányira: 161 r., 311 g. kath., 276 ref., 59 zsidó lak. Minorita szentegyház és zárda, s ugyan ezen szerzetesek teszik a plebániai szolgálatot is. Van szőlőhegye, 518 hold szántóföldje, jó rétje. F. u. nagyobbára b. Barkóczy nemzetség, kinek itt kastélya van. Ut. p. Velejte.”
Borovszky Samu monográfiasorozatának Zemplén vármegyét tárgyaló része szerint: „Imreg, bodrogmenti magyar kisközség. Van 120 háza s 605 lakosa, kiknek nagyobb része róm. kath. vallású. Postája Czéke, távírója Sátoraljaújhely és legközelebb eső vasúti állomása Upor. Régen Imbreg volt a neve. Az Imbre az Imre névnek régies alakja, miből azt kell következtetnünk, hogy alapítójának neve él a község nevezetében. Első birtokosaiul a Kaplony nembeli Imreghieket ismerjük. 1419-ben Imreghi Andrással együtt Cseke György is birtokosa. 1458-ban Palóczi Lászlót, húsz évvel később Czékei Jánost és 1510-ben Eödönffi Pétert, Dobó Zsófiát és Gerendi Lászlót iktatják birtokába. Azután a Tárczayak lettek az urai. 1561-ben Soós Jánost és hét évvel később Horváth Györgyöt, Ráskay Ferenczet és Ilosvay Györgyöt iktatják egyes részeibe. Az 1598-iki összeírásban Soós András, Ferencz, István és Kristóf, továbbá Barkóczy László, Pethő István és Vinnay Kristóf vannak birtokosaiként felsorolva. A Bodók, kiknek itt várkastélyuk volt, mely Bodó-vár néven volt ismeretes, itteni birtokrészüket Szirmay Gábortól és Jászay Évától örökölték. 1711-ben a Kapy család nyer itt részeket, újabbkori birtokosai pedig a gróf Aspremont, báró Barkóczy, Kazinczy, Bodó, Bessenyey, Horváth, Szikszay, Püspöky és gróf Buttler családok, míg most Weinberger Dávid örököseinek van itt nagyobb birtokuk. A Barkóczyak itt a XVII. század közepe táján kastélyt építtettek, mely később a Buttler családé lett, most pedig a Weinberger örökösöké. A község mellett emelkedő hegytetőn van a minoriták klastroma és temploma. A templom tornya ősrégi építmény. 1767-ben Barkóczy Imre megfelelő területet adományozott a minoritáknak, kiket Radról telepített ide, hol akkoriban egy templom romja állott. Ide építették azután a minoriták rendházukat és templomukat. A klastrom most már üresen áll és mindössze egy páter lakja. A zárda könyvtára még megvan s kb. kétezer, XVI-XVIII. századbeli vallási és egyházi munkát tartalmaz. A minoriták templomán kívül református templom is van a községben.”
A trianoni diktátumig Zemplén vármegye Sátoraljaújhelyi járásához tartozott, majd az újonnan létrehozott csehszlovák államhoz csatolták. 1938-1945 között ismét Magyarország része.
A községben 1960-ban kultúrház, 1967-ben vízvezeték épült. 1976-ban megépült az Ondaván átívelő híd.

## Népessége
| Év:            | 1994. | 2004.   | 2014.   | 2024. |
| -------------- | ----- | ------- | ------- | ----- |
| Emberek száma: | 671   | 637     | 600     | 564   |
| Eltérés:       |       | -5,06 % | -5,80 % | -6 %  |

| Év:            | 2023. | 2024.   |
| -------------- | ----- | ------- |
| Emberek száma: | 576   | 564     |
| Eltérés:       |       | -2,08 % |

1880-ban 529 lakosából 460 magyar és 55 szlovák anyanyelvű volt.
1890-ben 554-en lakták: 473 magyar és 45 szlovák anyanyelvű.
1900-ban 605-en lakták ebből 604 magyar és 1 szlovák anyanyelvű.
1910-ben 566 lakosából 523 magyar és 17 szlovák anyanyelvű volt.
1921-ben 594 lakosából 518 magyar és 36 csehszlovák volt.
1930-ban 608 lakosából 450 magyar és 61 csehszlovák volt.
1941-ben 637-en lakták, ebből 633 magyar.
1991-ben 709-en lakták: 349 magyar és 356 szlovák.
2001-ben 637 lakosából 277 magyar és 350 szlovák volt.
2011-ben 623-an lakták, ebből 398 szlovák és 210 magyar.
2021-ben 583 lakosából 447 (+16) szlovák, 122 (+53) magyar, 1 (+4) cigány, 1 (+2) egyéb és 12 ismeretlen nemzetiségű volt.

## Neves személyek
- Itt született 1791-ben Barkóczy László székesfehérvári püspök.
- Itt van eltemetve páter Sujánszky Euszták, aki 1849.október 6-án az aradi hősöket utolsó útjukra kísérte. A későbbi zaklatások elől ide menekült és nyolc évig élt itt a világtól teljes visszavonultságban. Itt halt meg 1875. december 7-én. A gyónási titkokat és az elrejtett Szent Korona helyének titkát haláláig megőrizte.
- Itt hunyt el 1879-ben Faragó Kajetán minorita rendi szerzetes, házfőnök, költő.
- Itt szolgált Pongrátz Gellért Mihály (1814-1880) a minorita rend főnöke, a Ferenc József-rend lovagja.

## Nevezetességei
- Kétemeletes kastélyát 1614-ben a Barkóczyak építtették. 1689-ben Serédy Benedeknek is volt itt egy kétemeletes udvarháza és egy rossz állapotú kastélya is.
- A minoriták Assisi Szent Ferenc tiszteletére szentelt temploma és kolostora 1767 és 1769 között épült. 1950-ben megújították.
- Sulyánszky György Eusztáchus síremléke latin nyelvű márványtáblával a monostor udvarán látható. Mellette Ferenc György képzőművész faoszlopa található, ugyancsak neki szentelve. A templom hátsó falánál a kegyúri Barkóczi bárói család kriptáját találjuk (szerepeltek például Mikszáth: Különös házasság regényében – a helyszín is).[7]
- A református templom 19. századi.

## Képtár

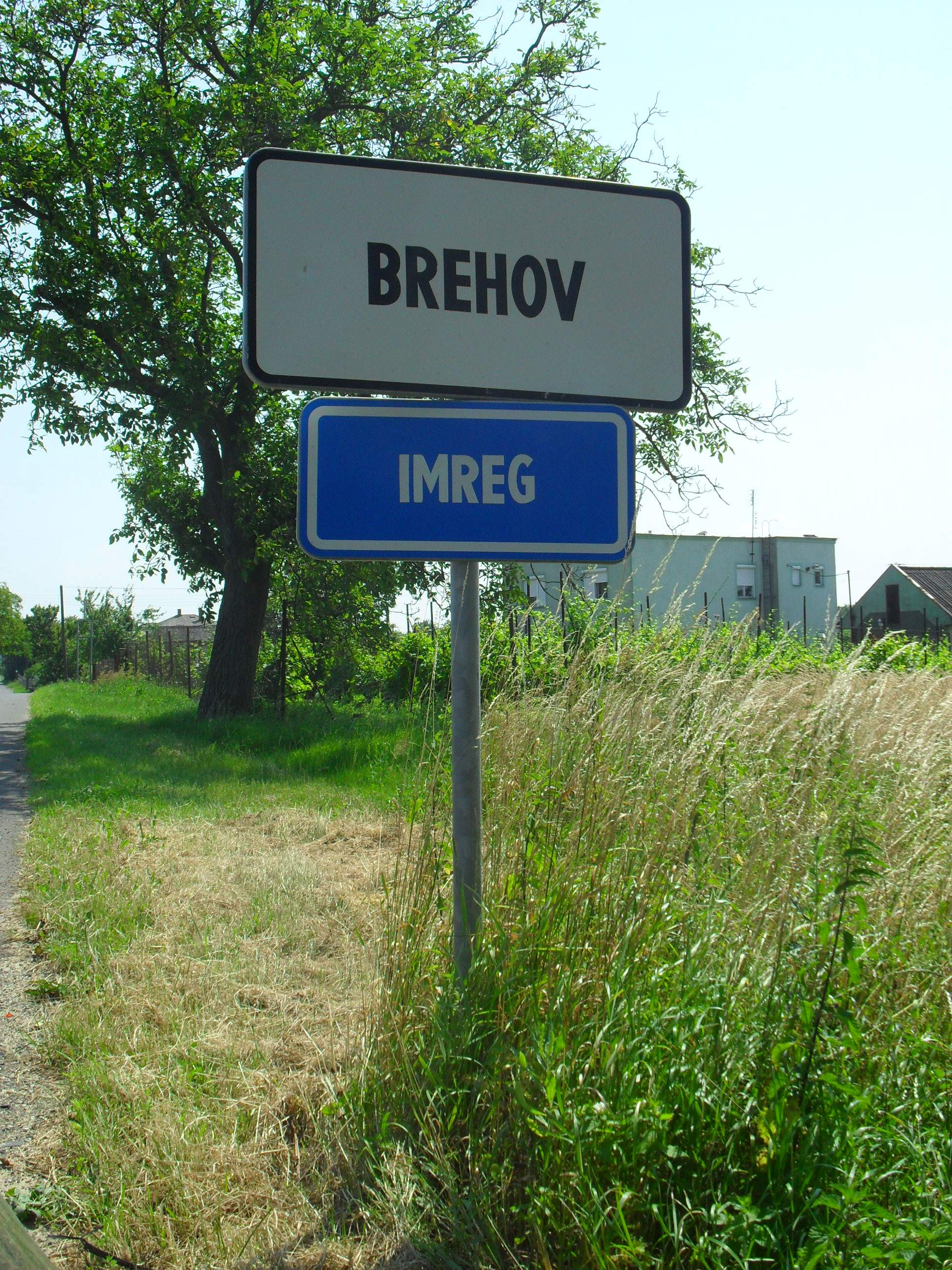
Kétnyelvű helységnévtábla
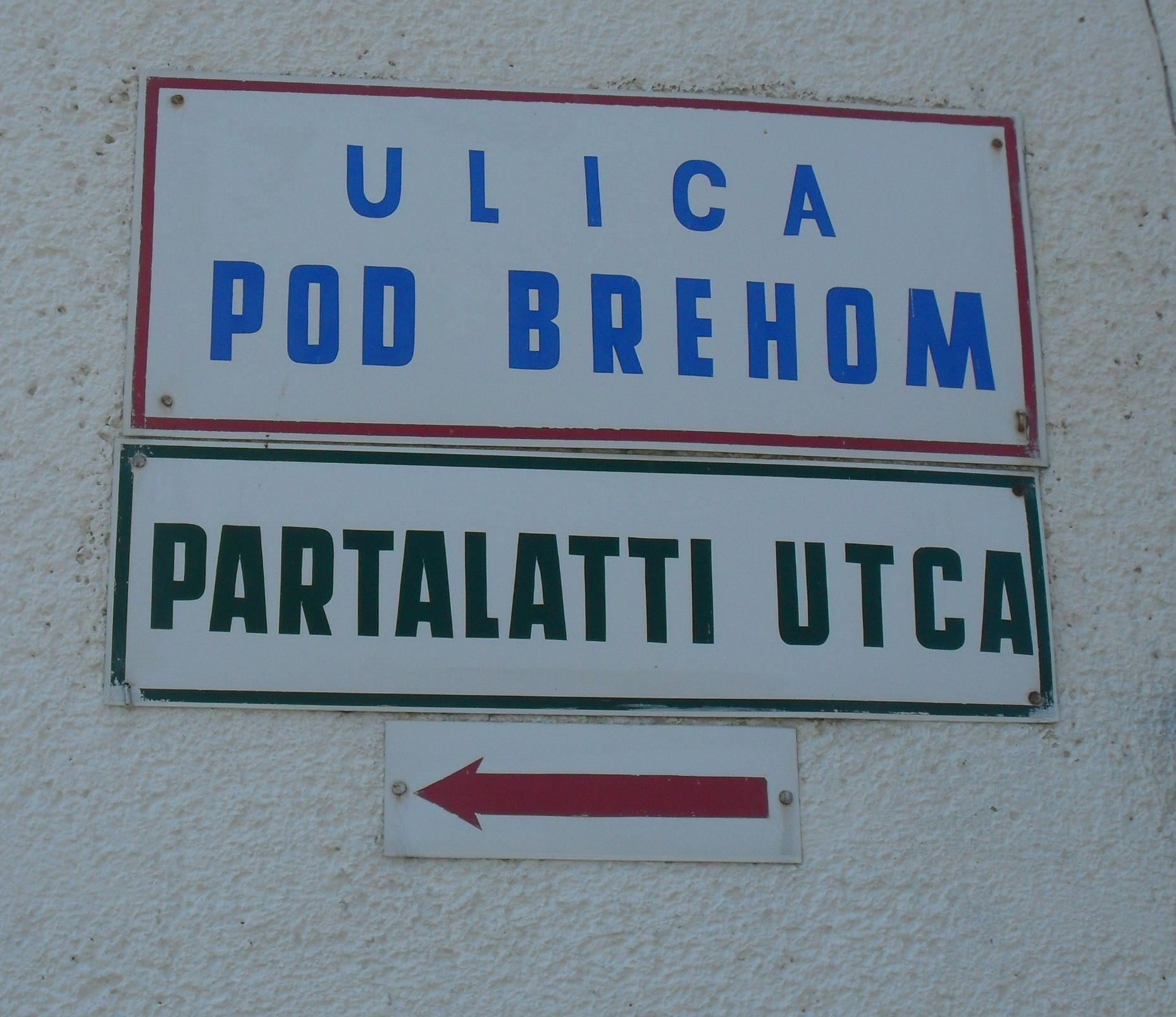
Kétnyelvű utcanévtábla
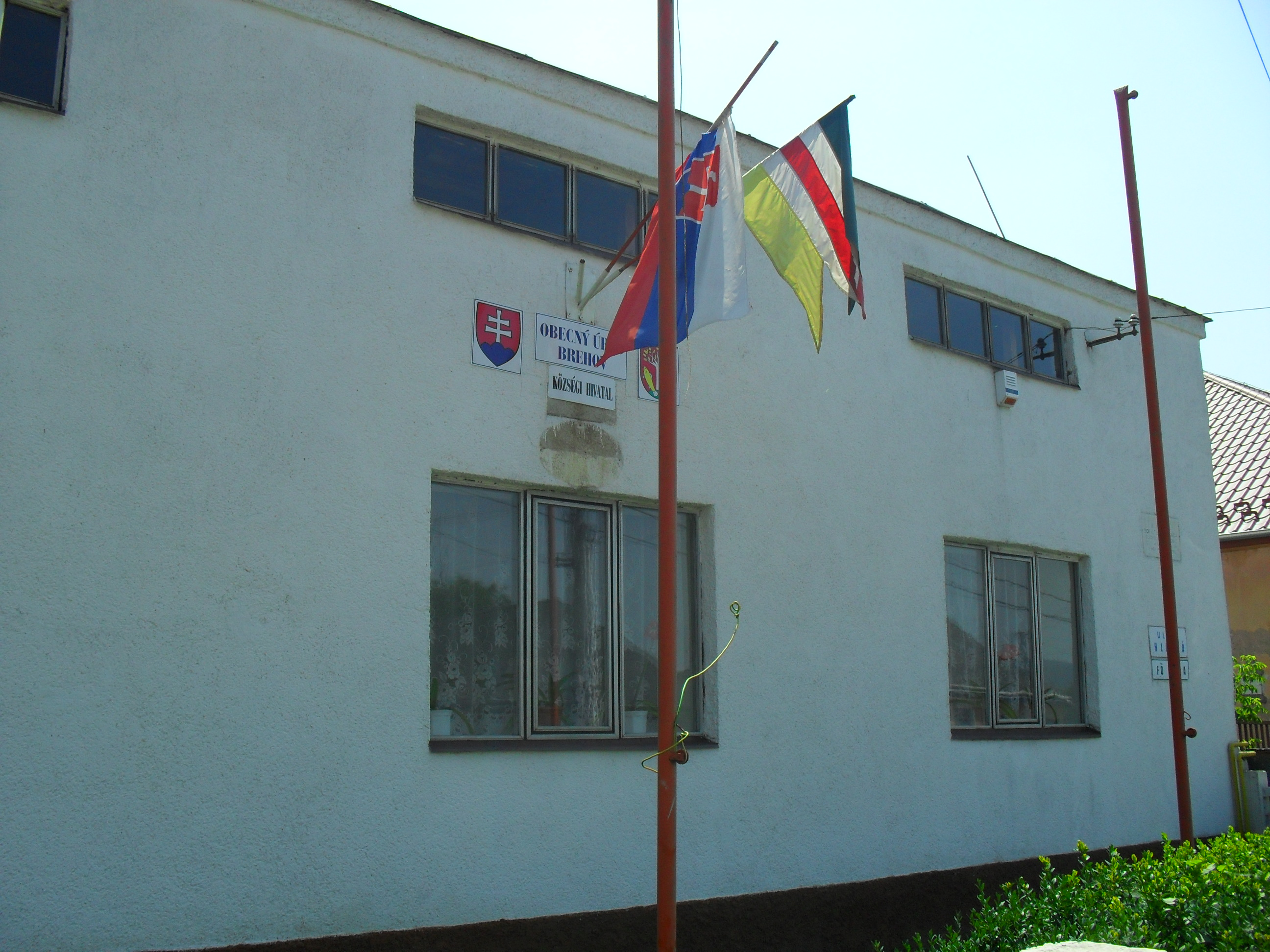
Községi hivatal
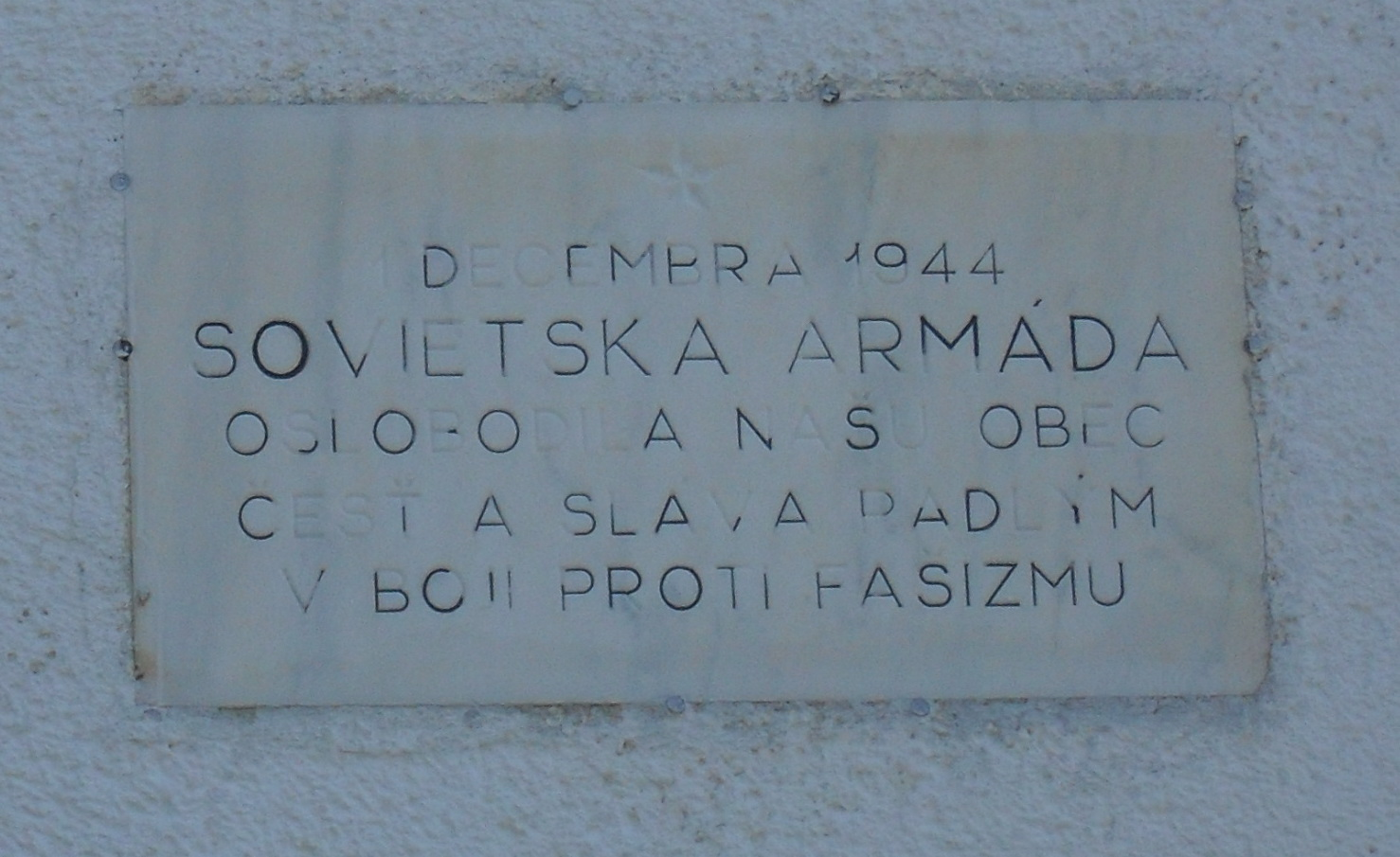
Felszabadulási emléktábla
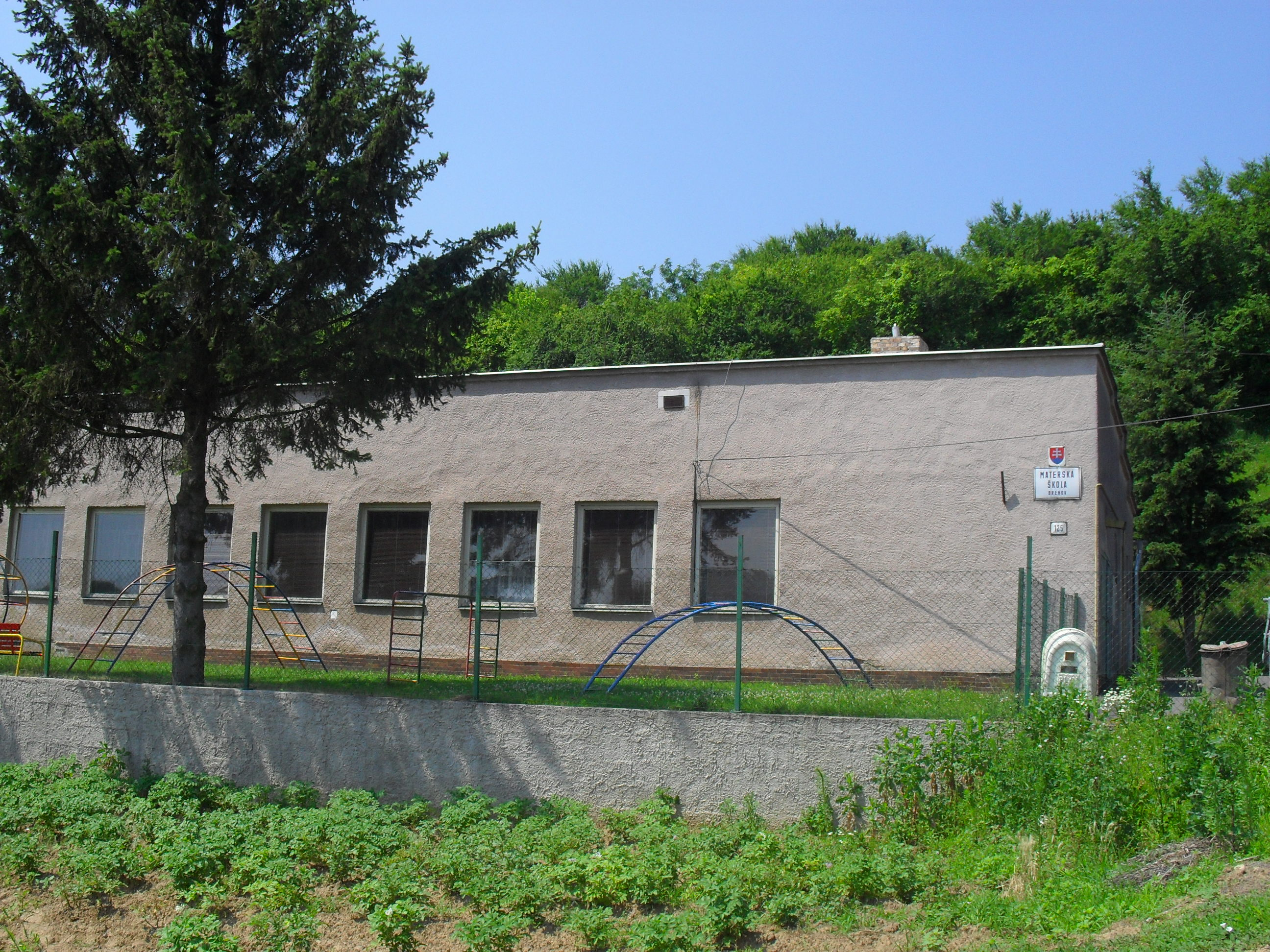
Óvoda
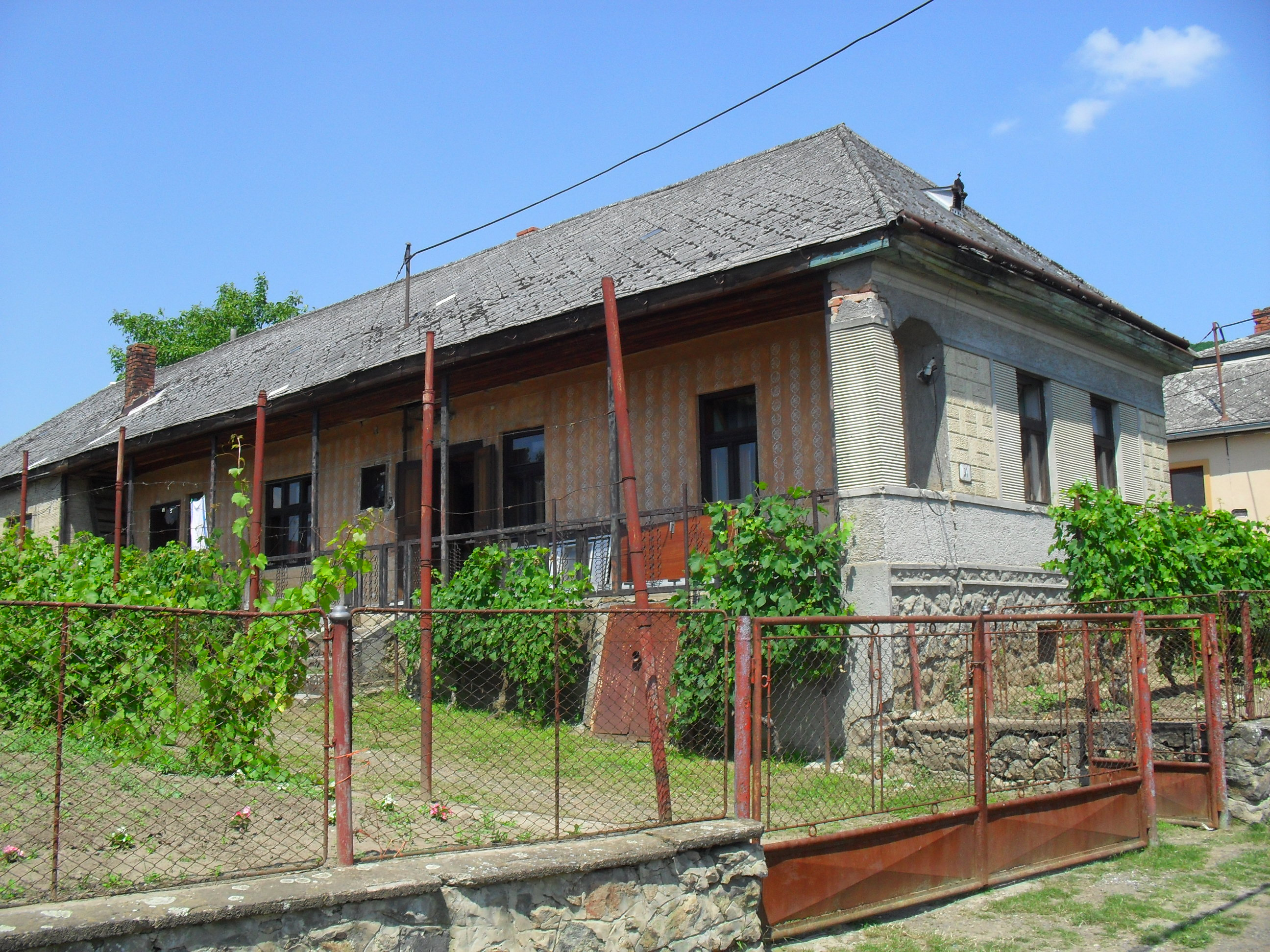
Régi ház a községben
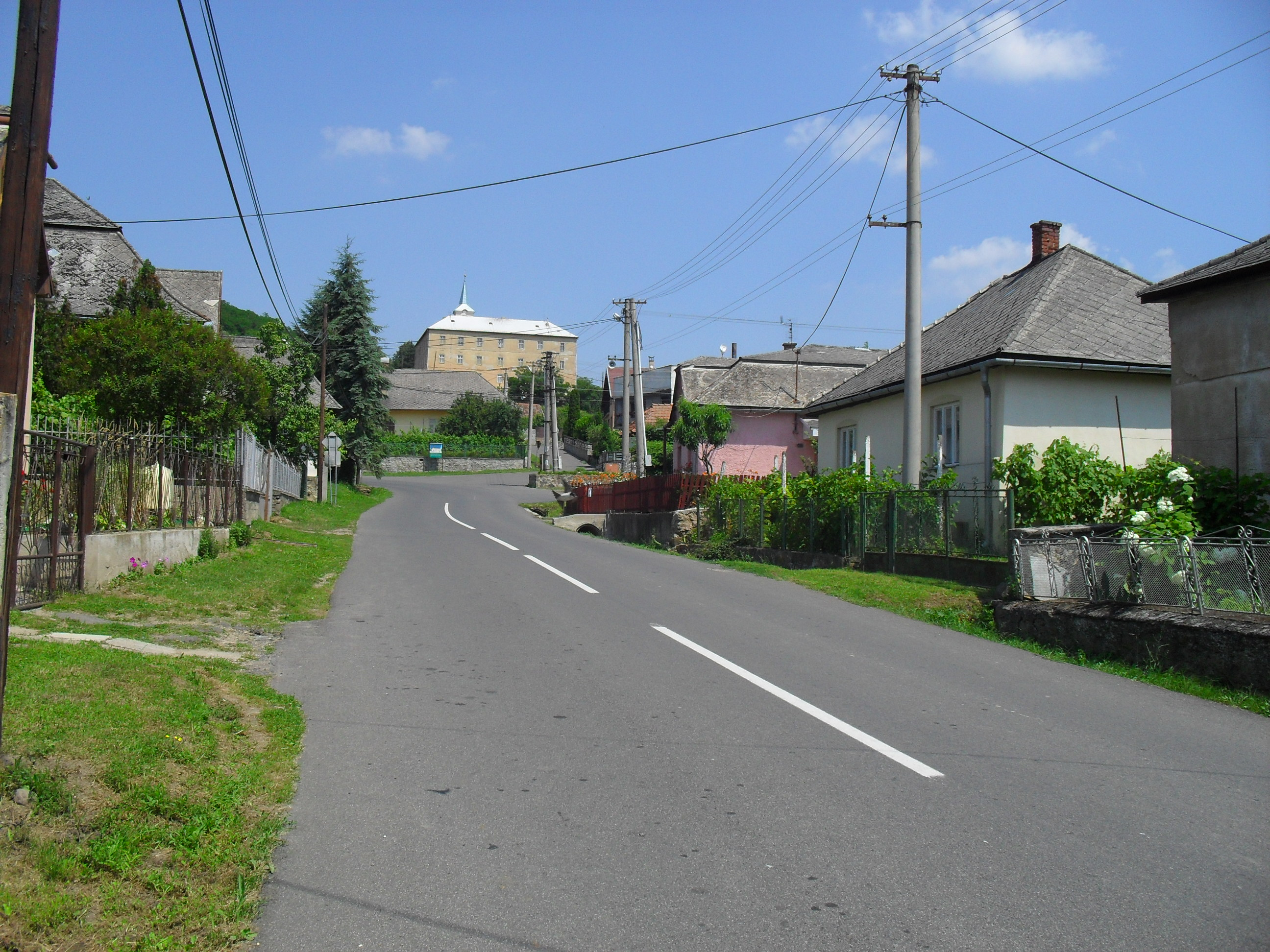
Utcakép
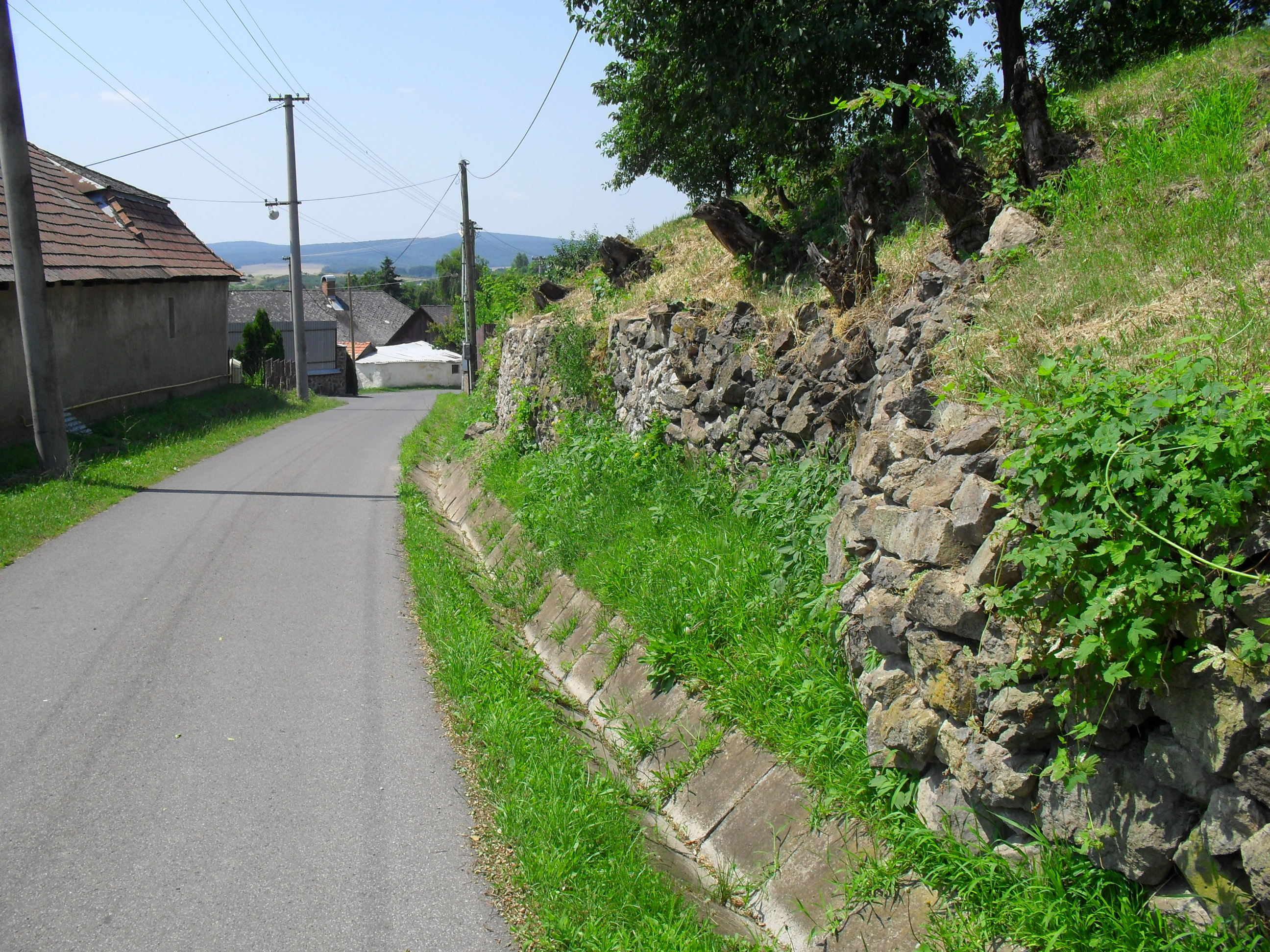
Utcakép
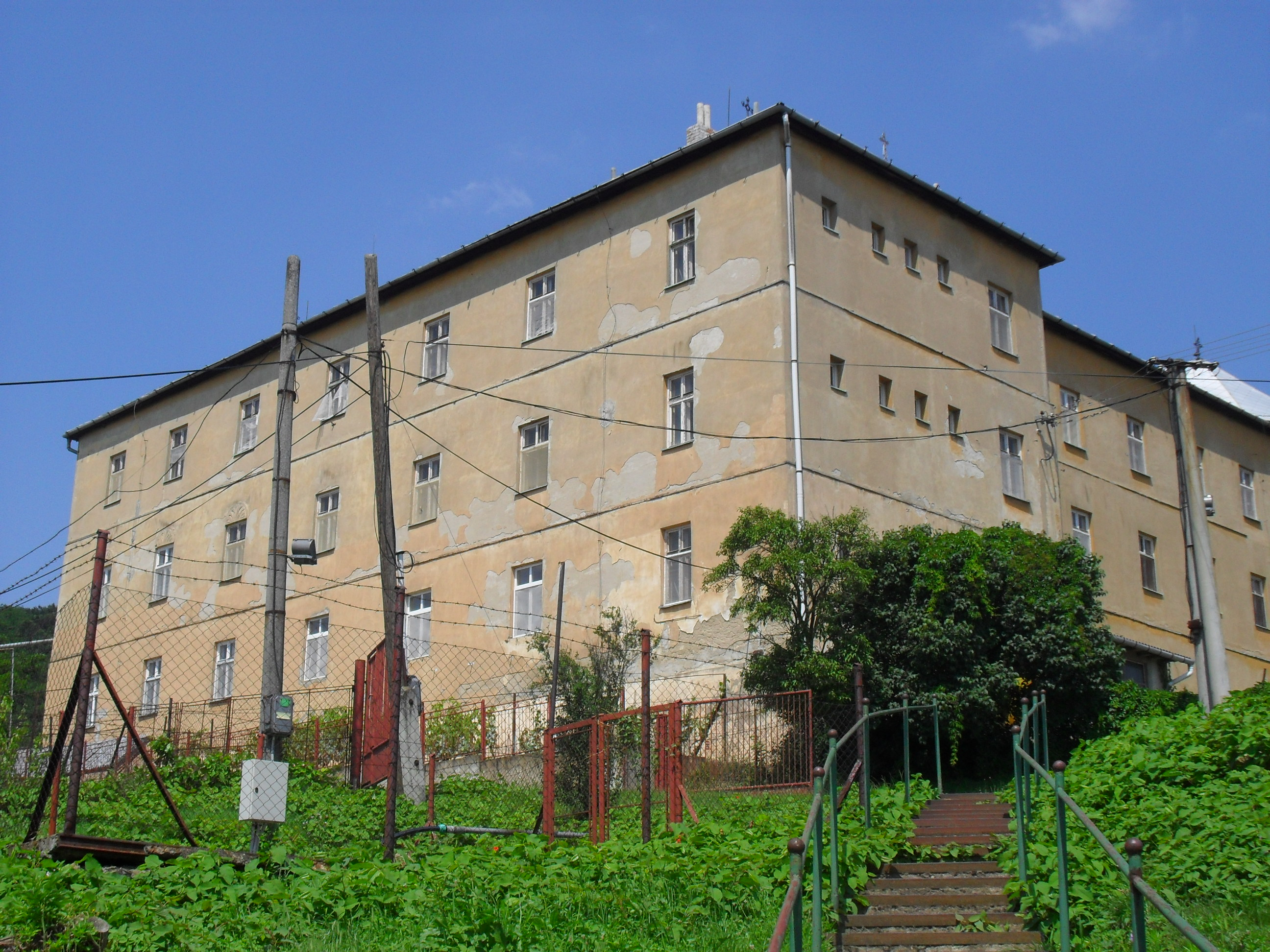
Kastély
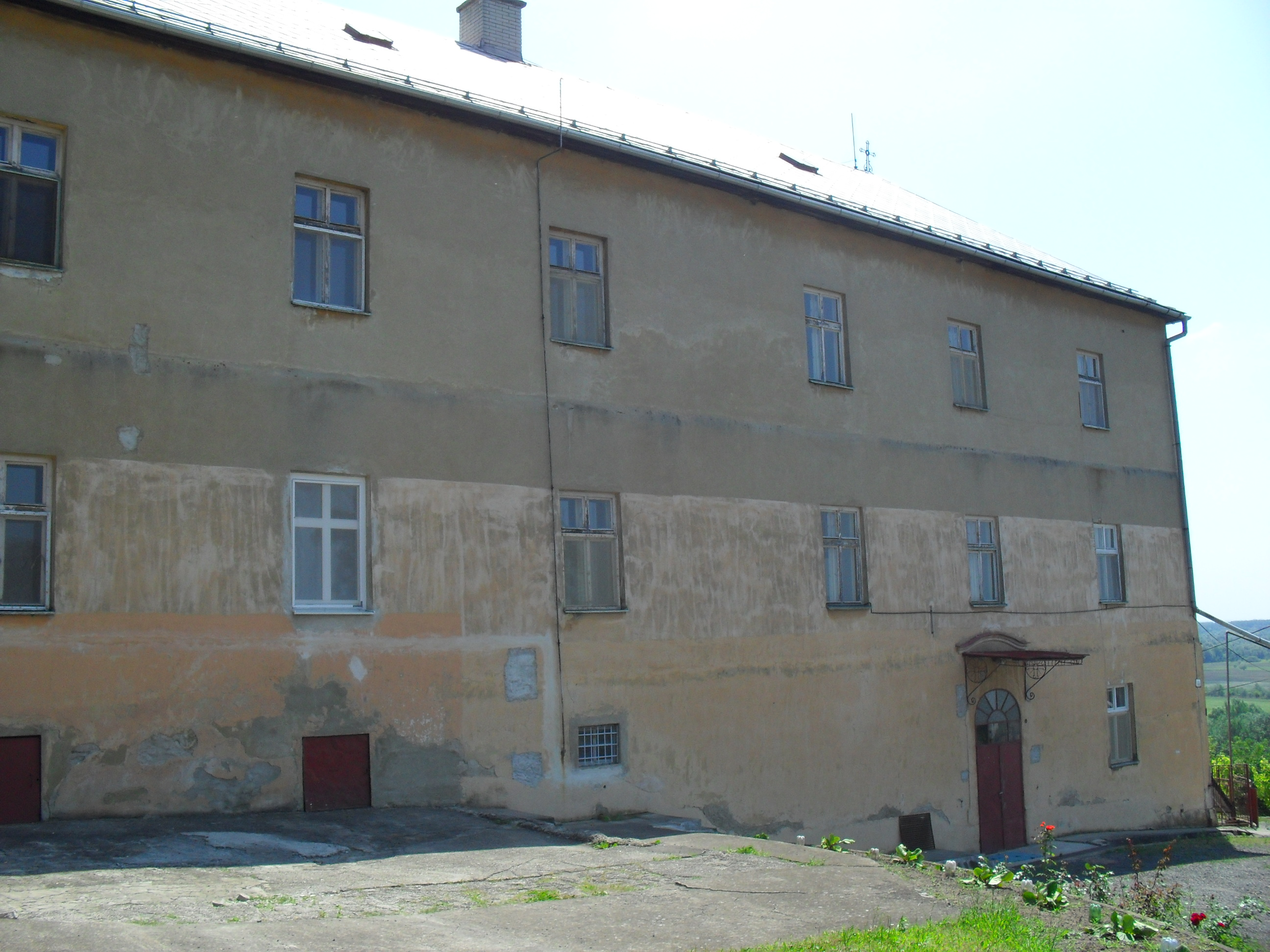
Kastély
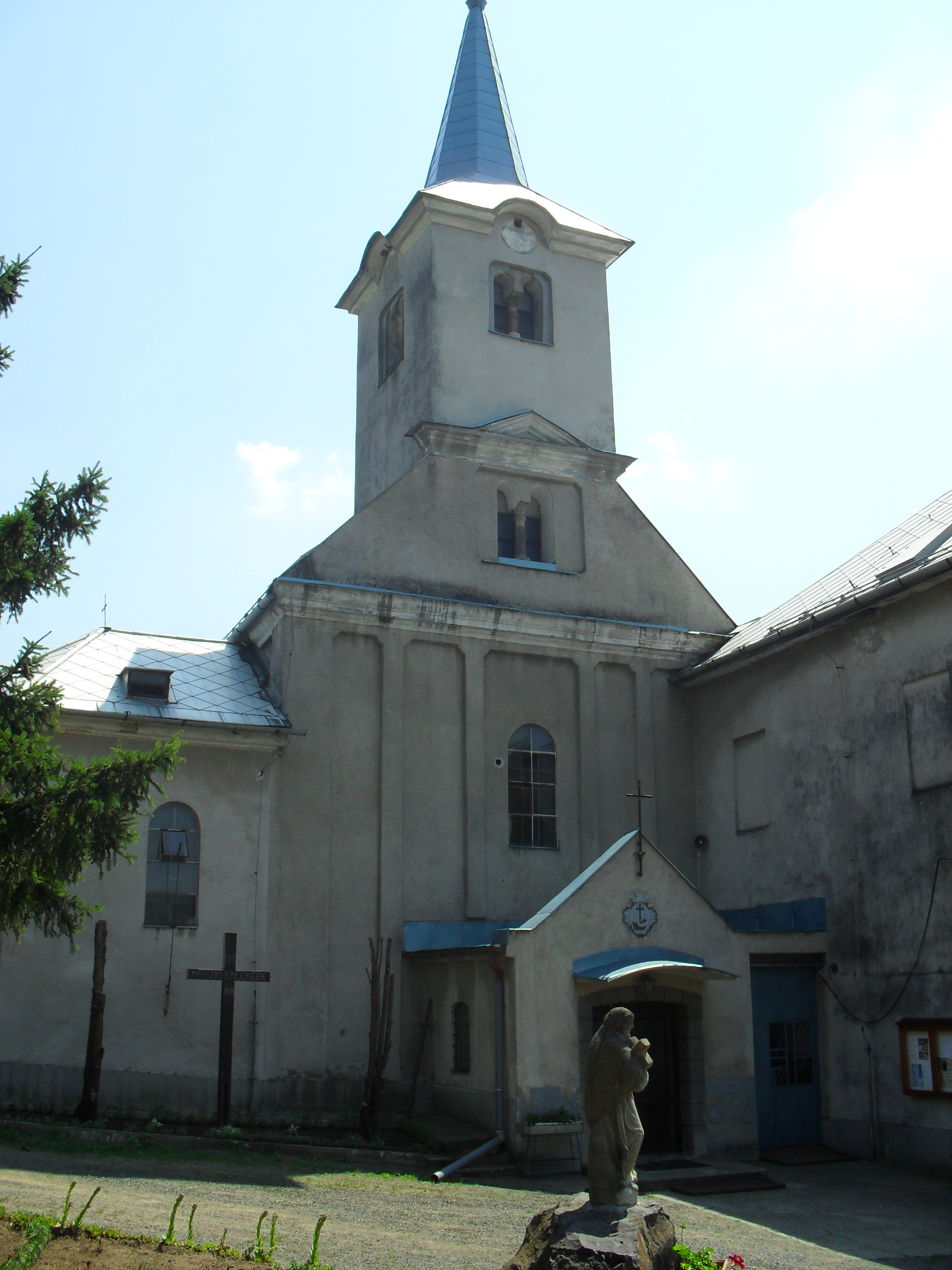
Katolikus templom
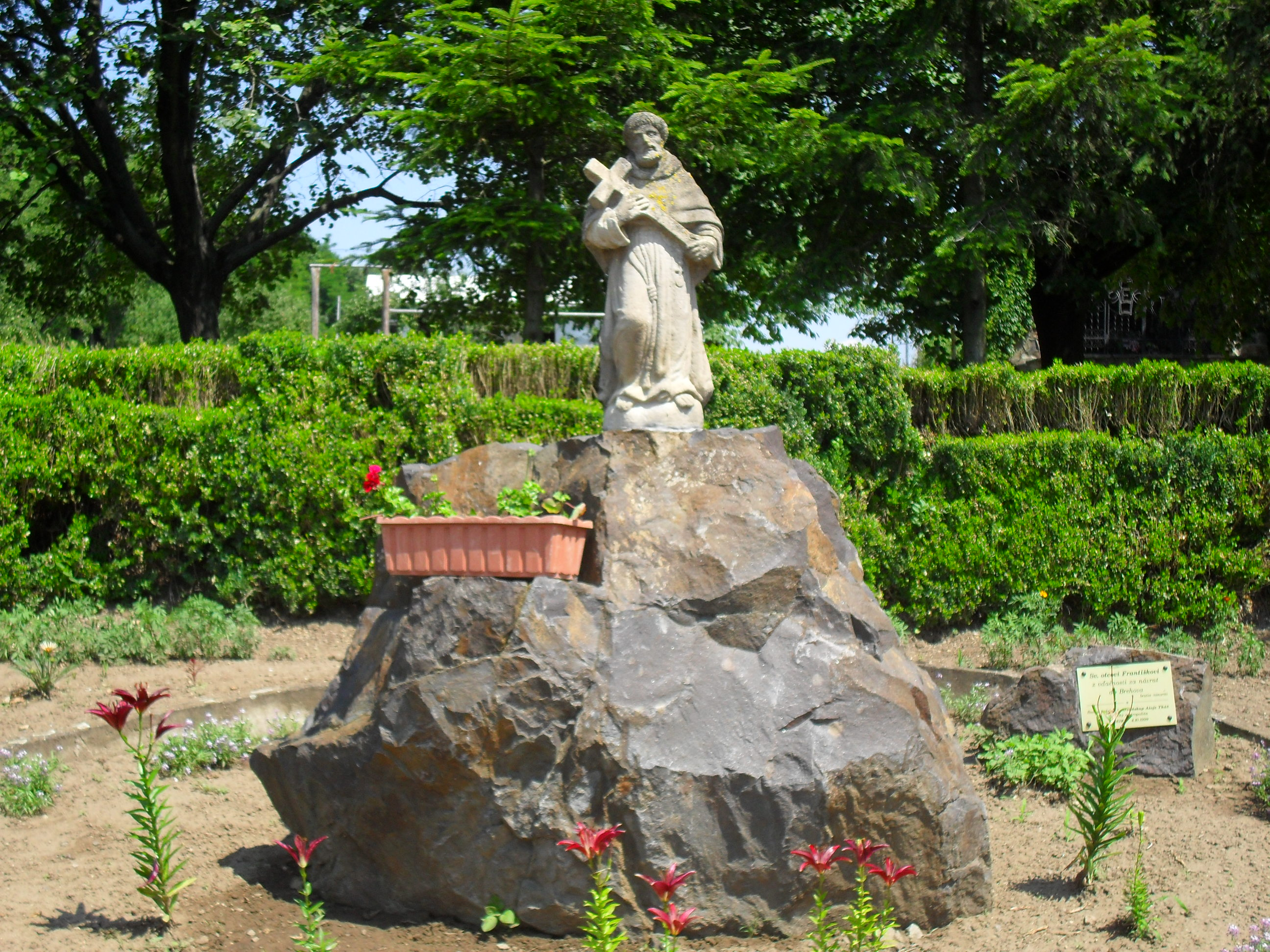
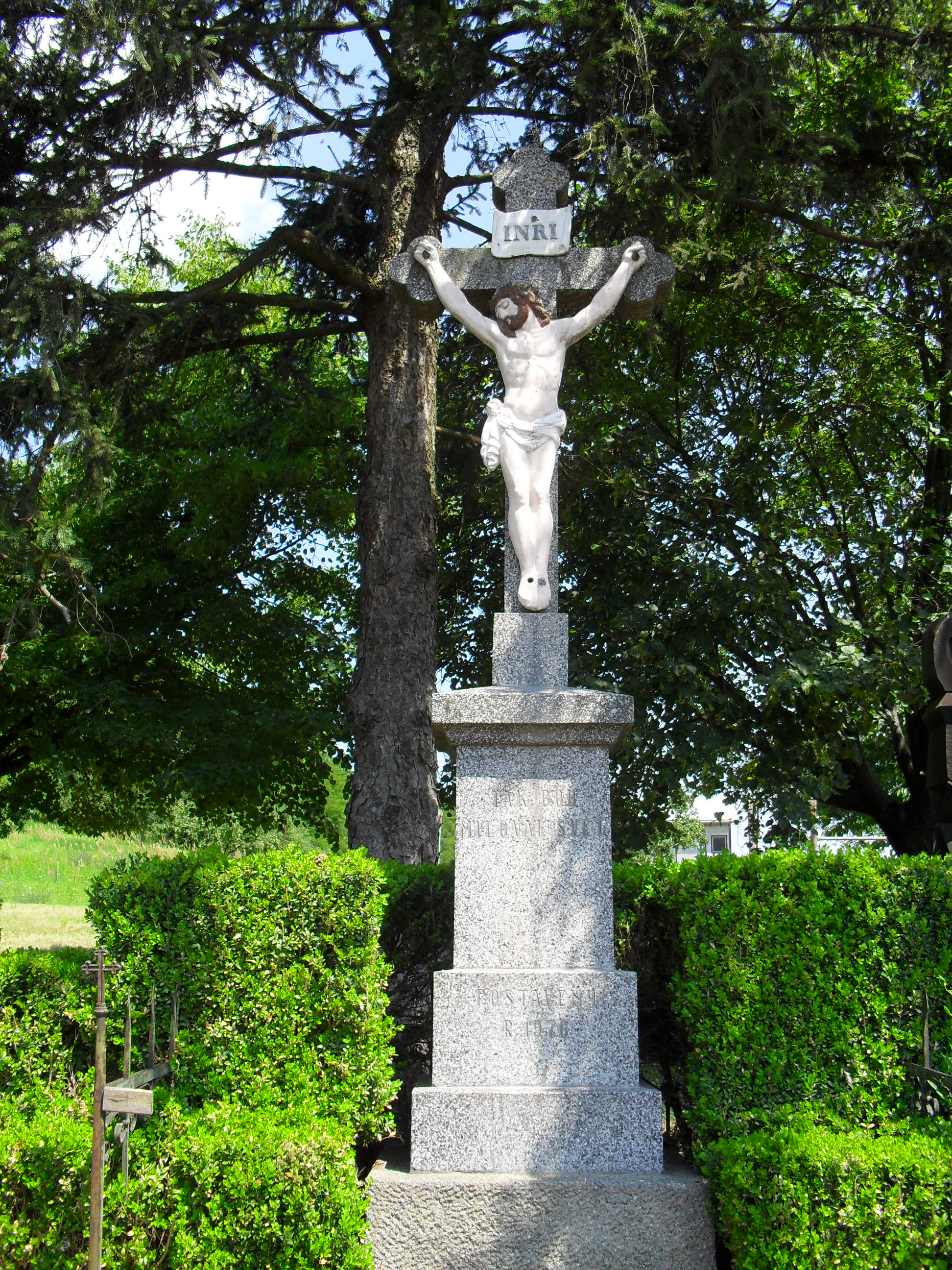
Feszület a kolostor udvarán
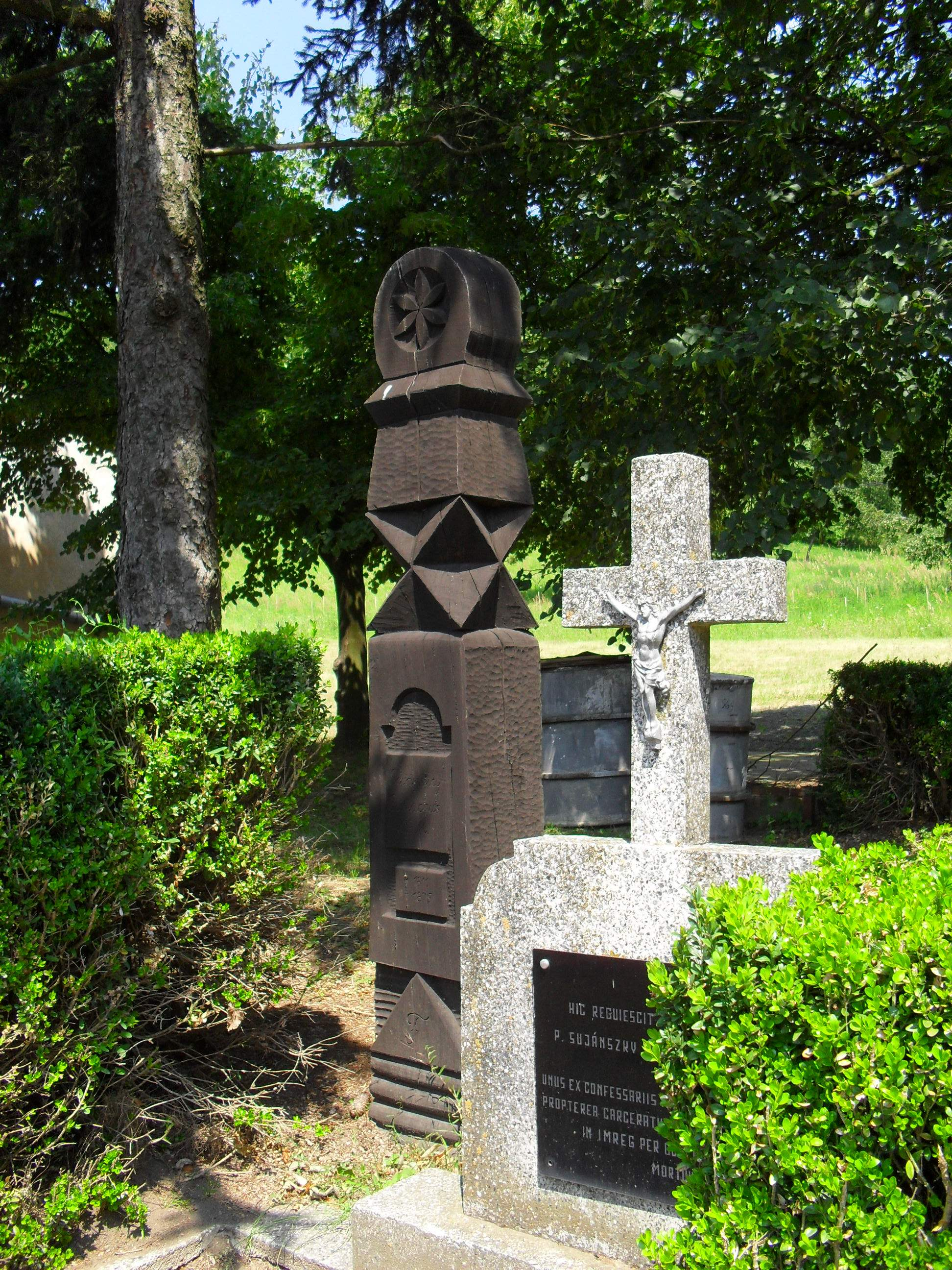
Sujánszky Euszták síremléke
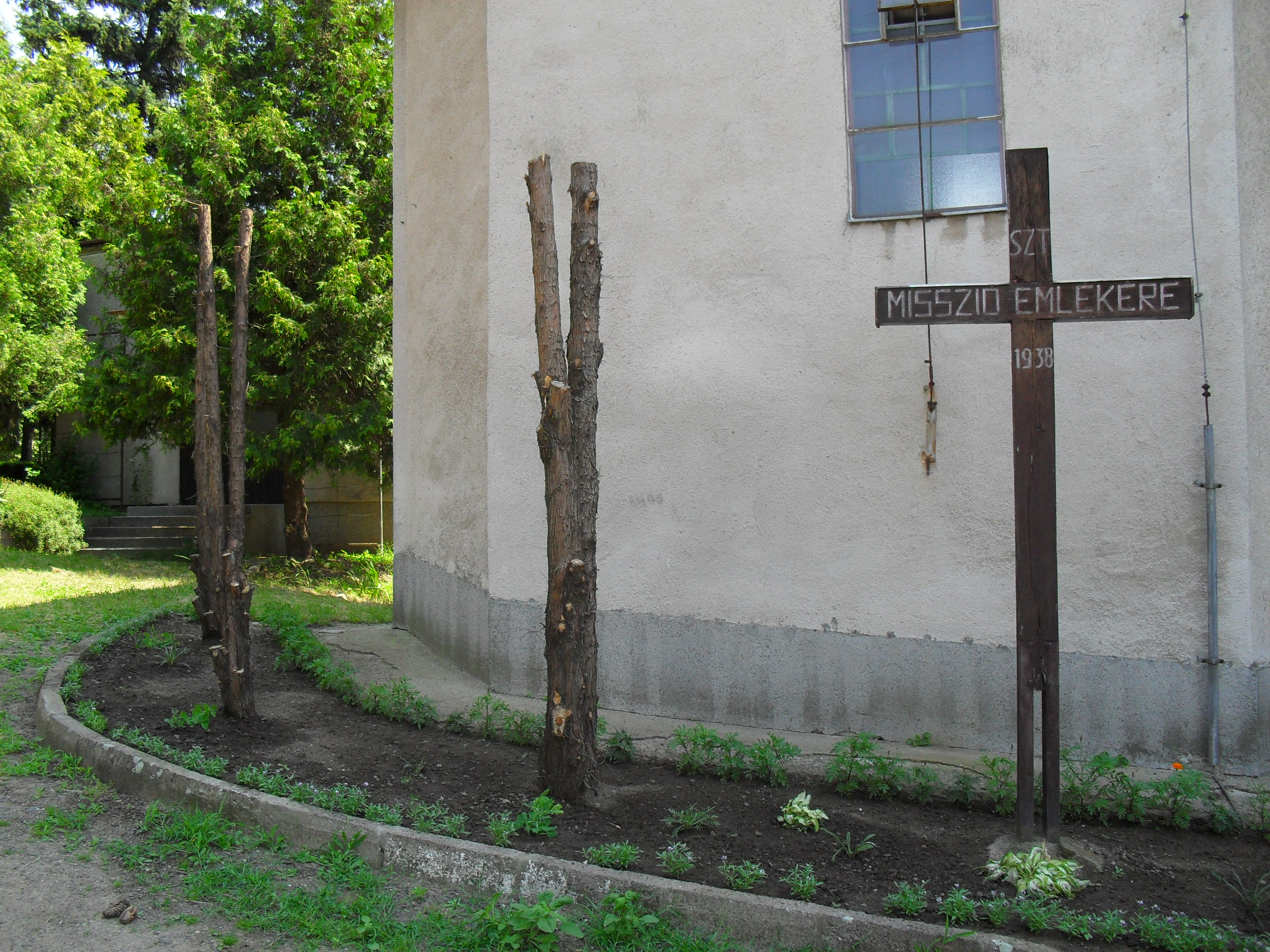
Missziós kereszt
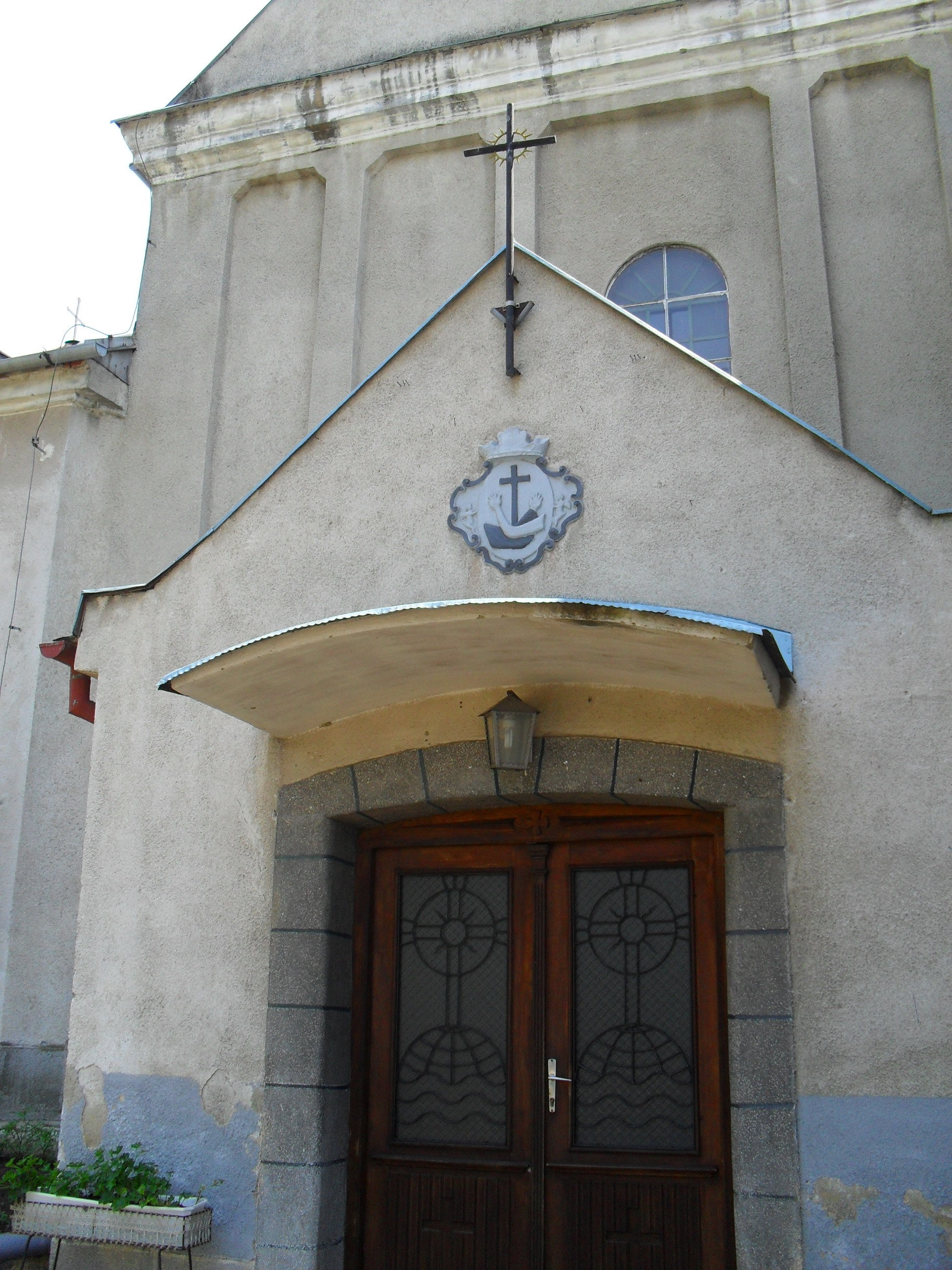
A katolikus templom bejárata
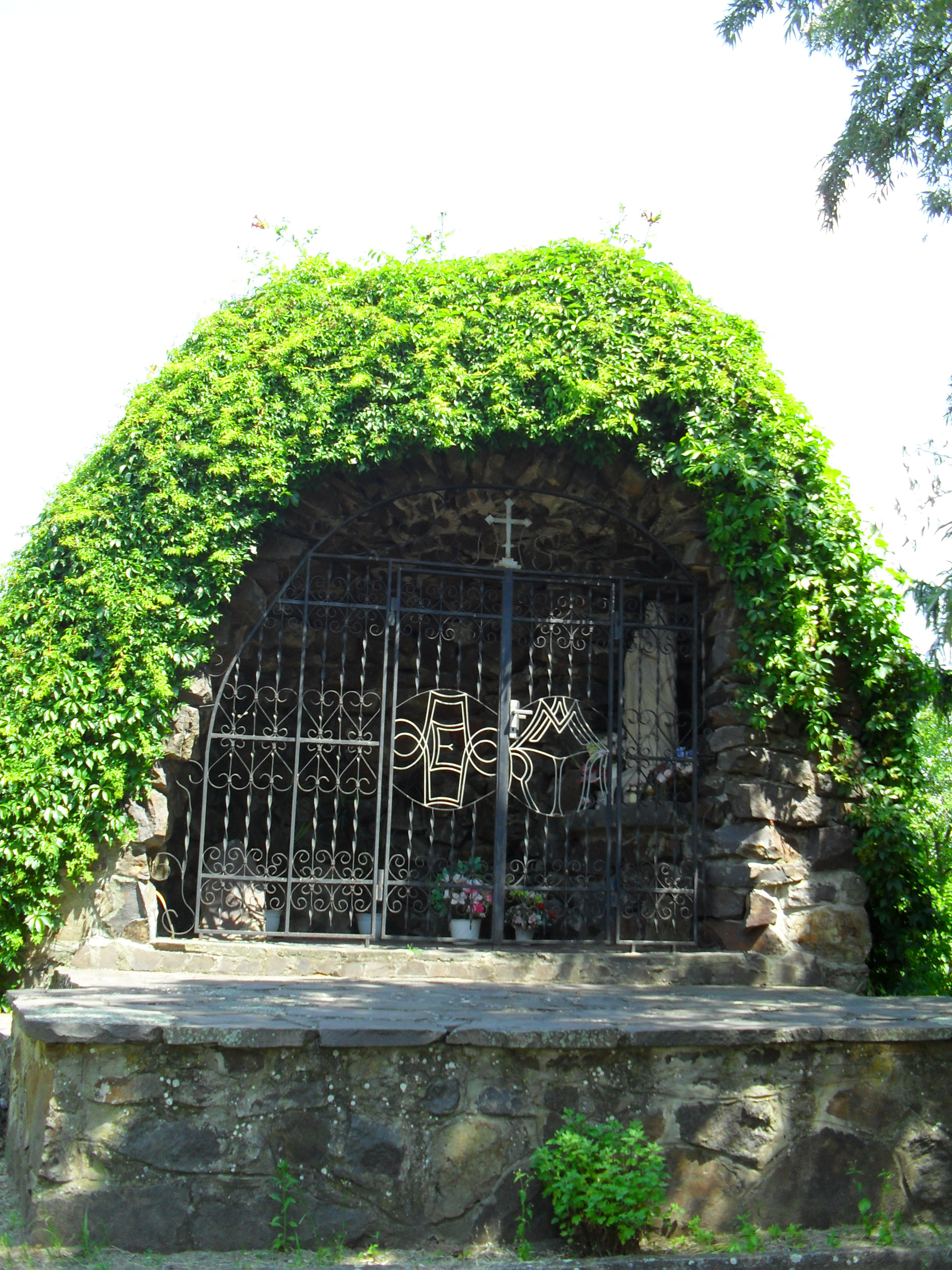
Lourdes-i barlang
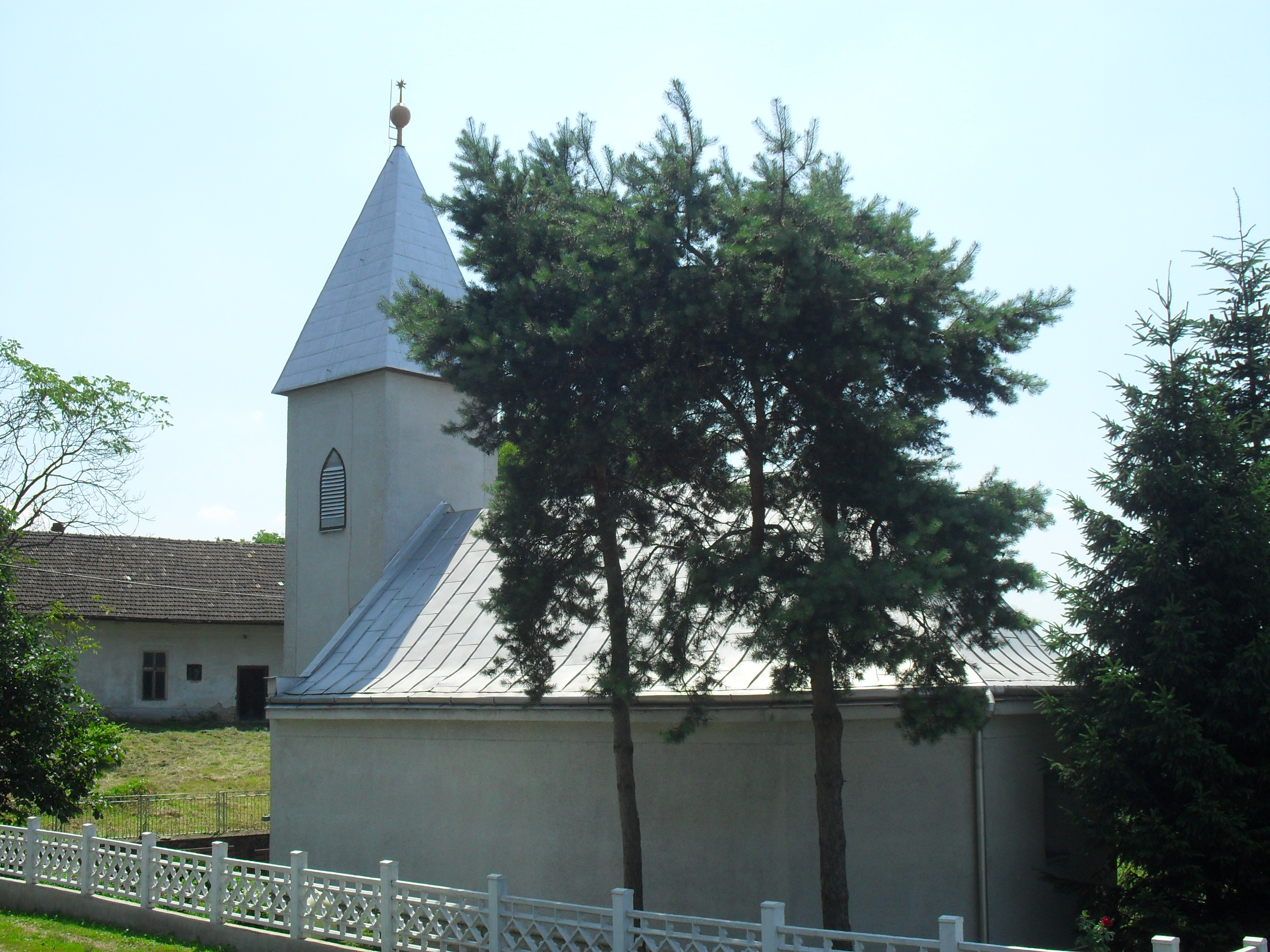
Református templom
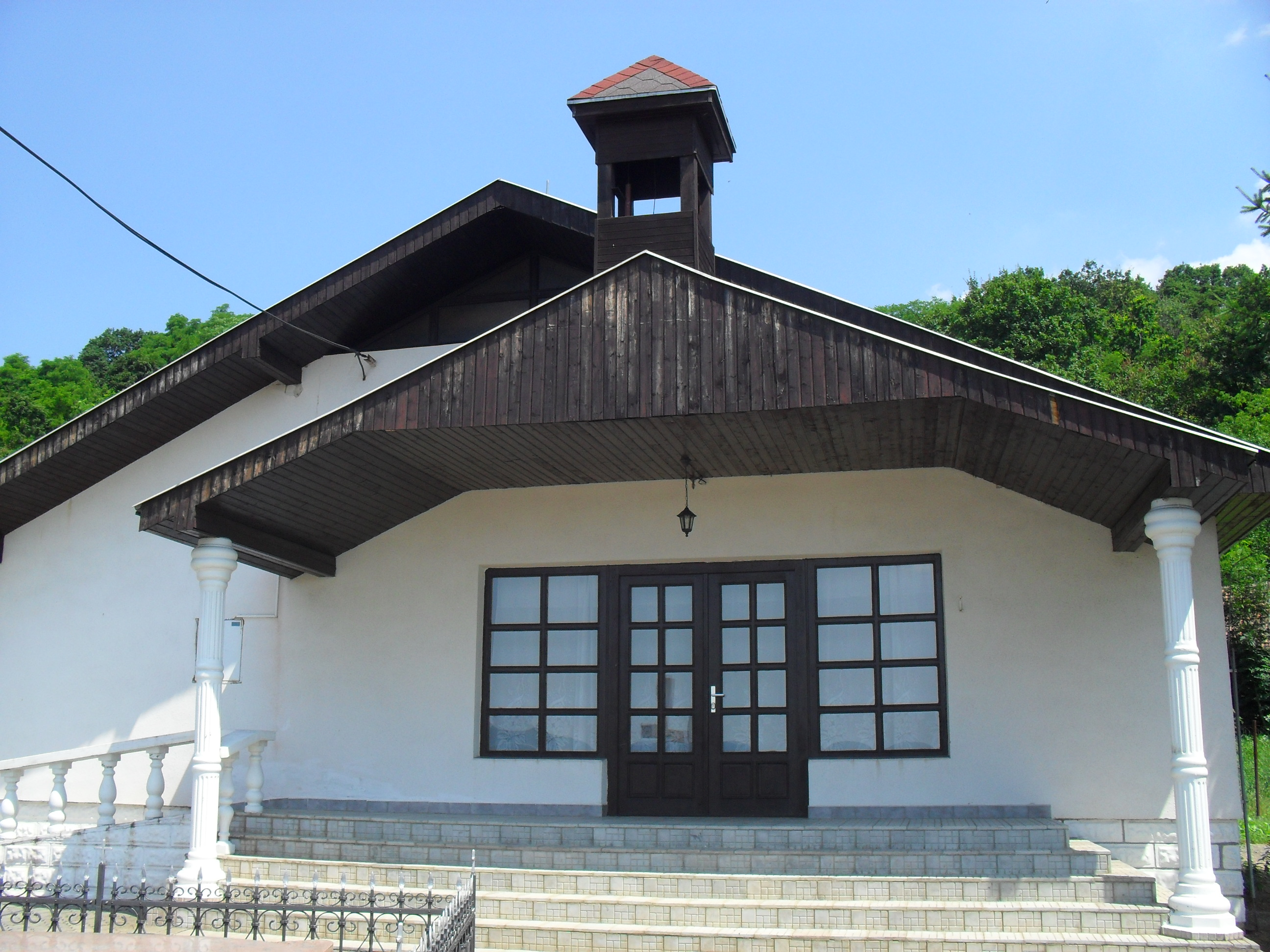
Temető
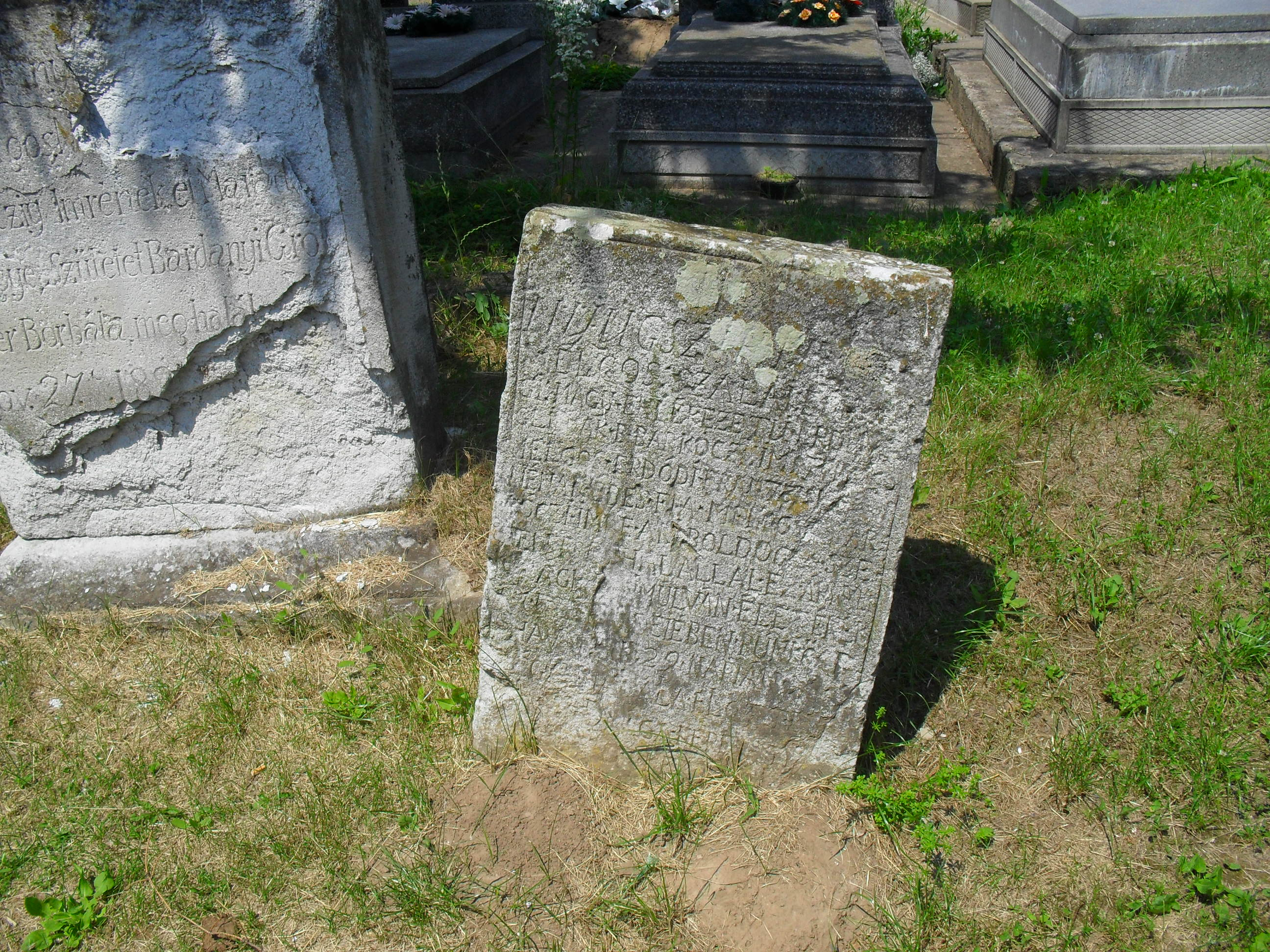
Régi sírkő a temetőben
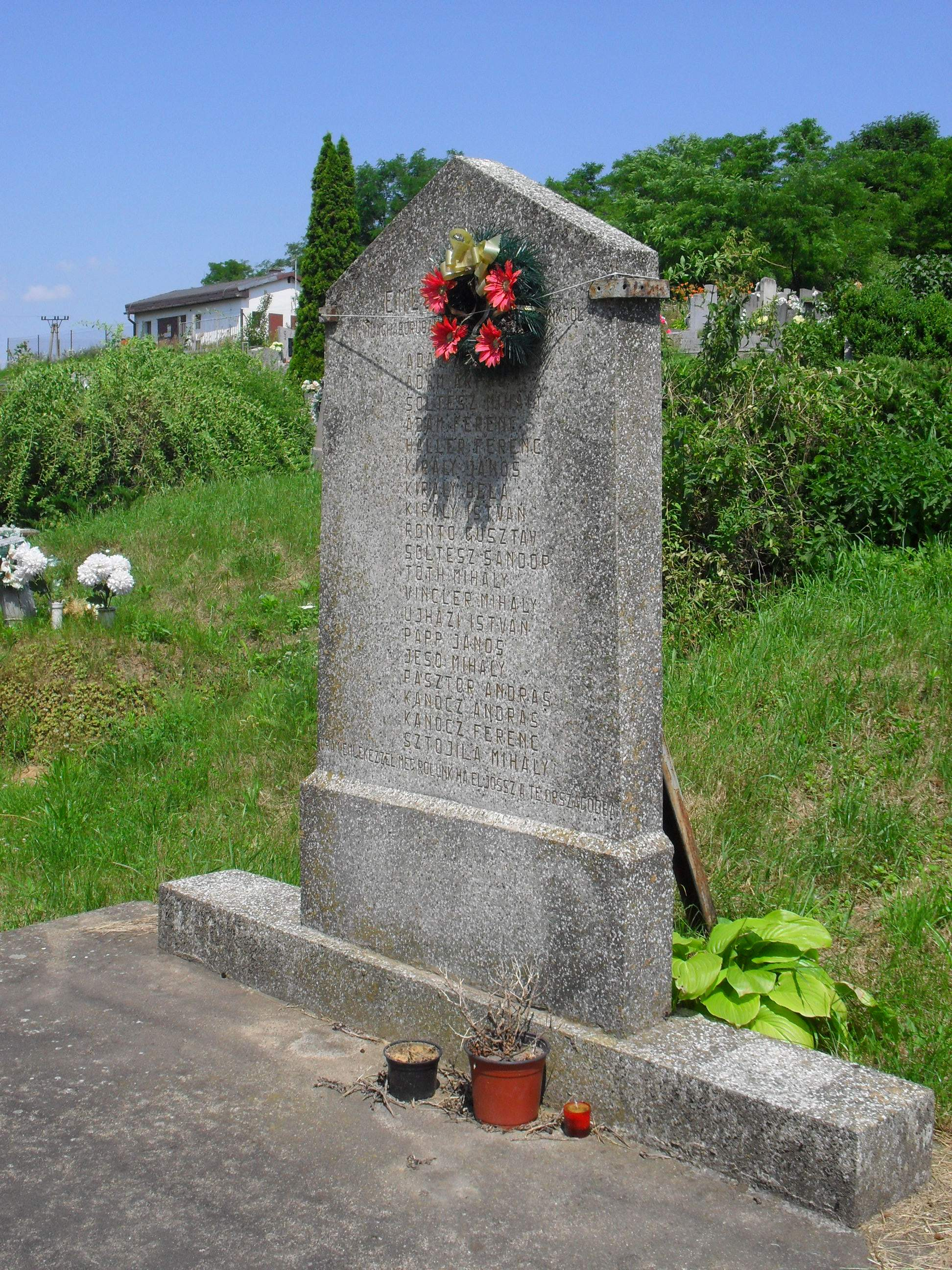
Második világháborús emlékmű a temetőben (1)
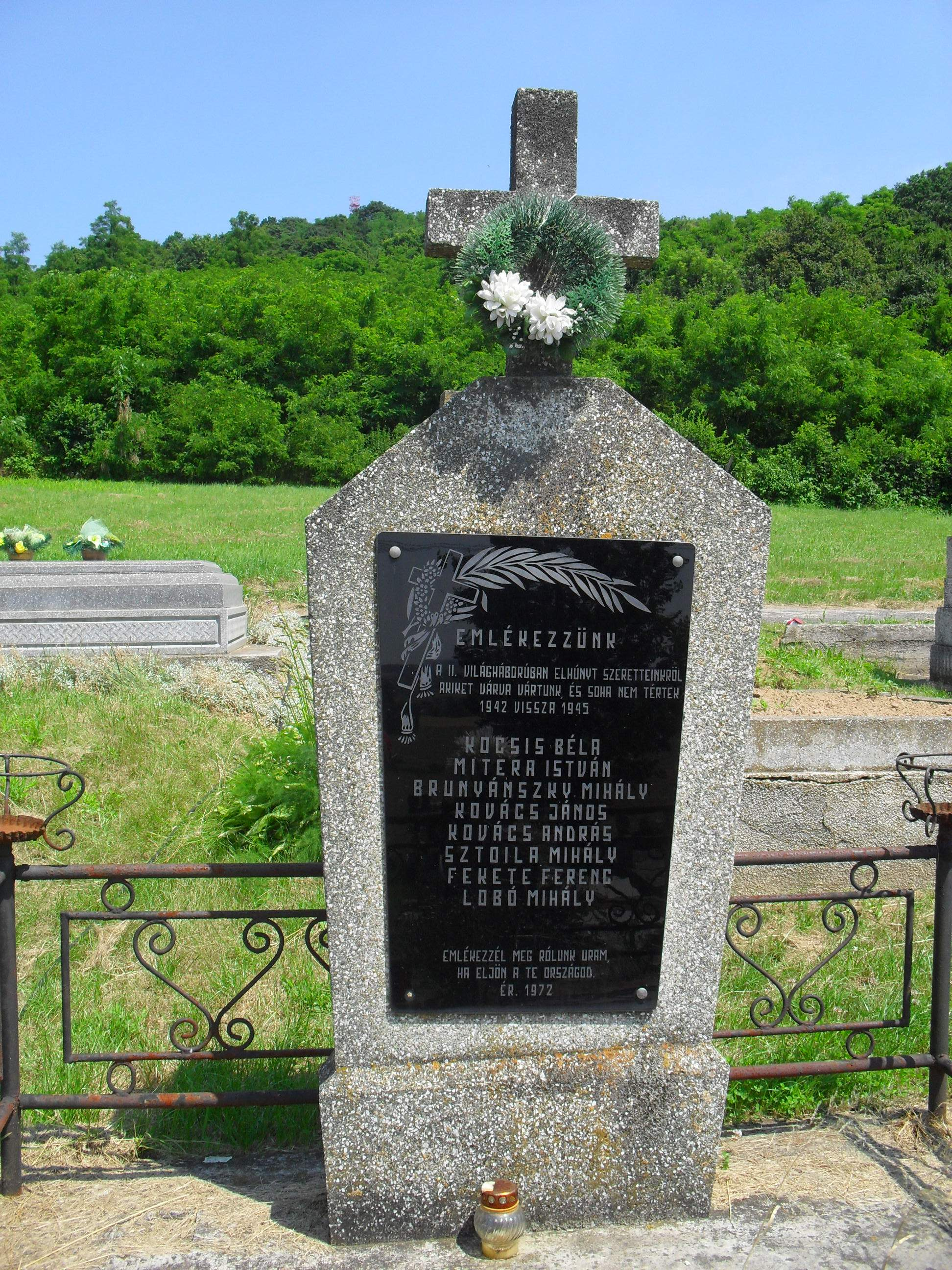
Második világháborús emlékmű a temetőben (2)
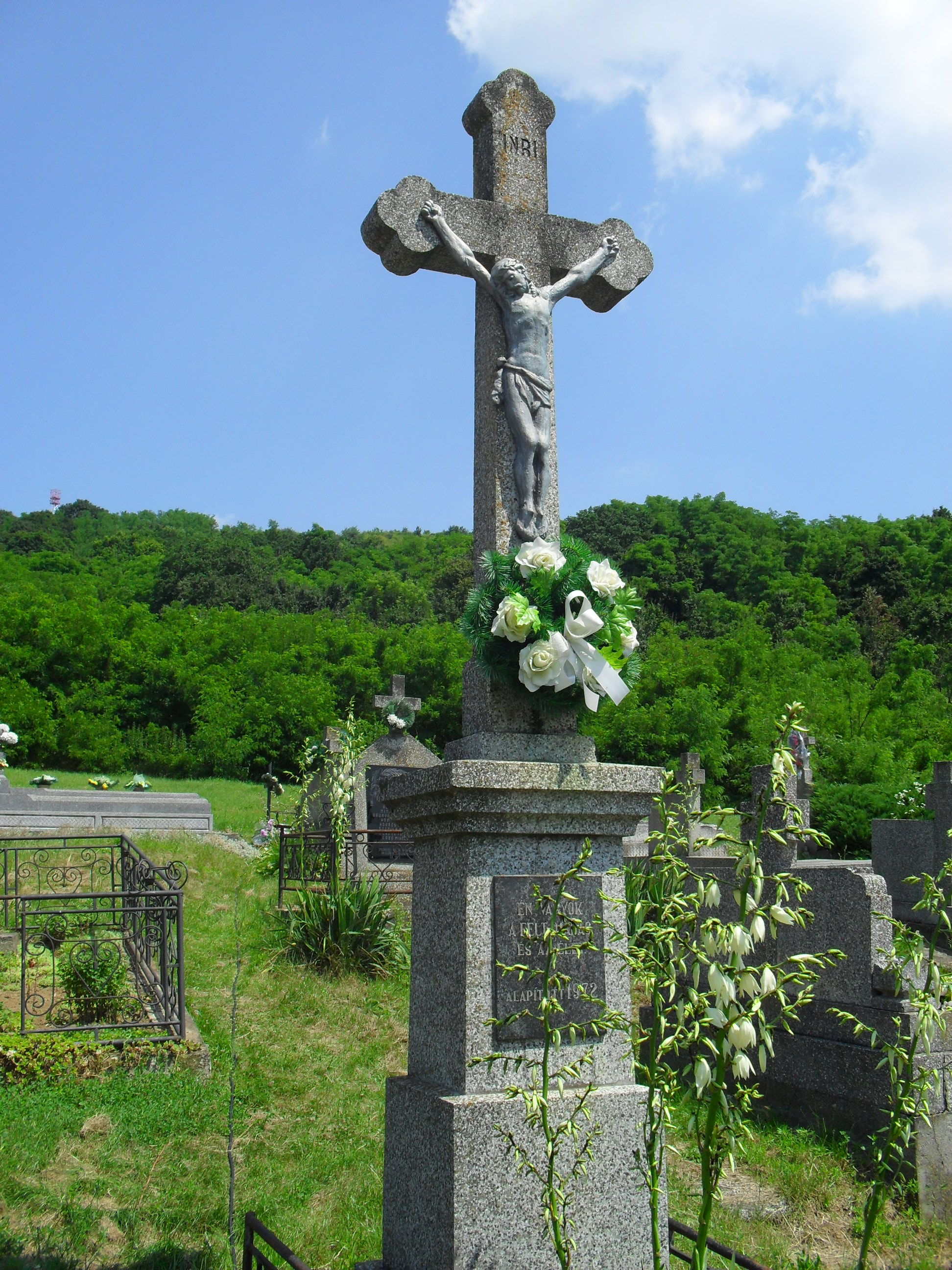
Temetői nagykereszt
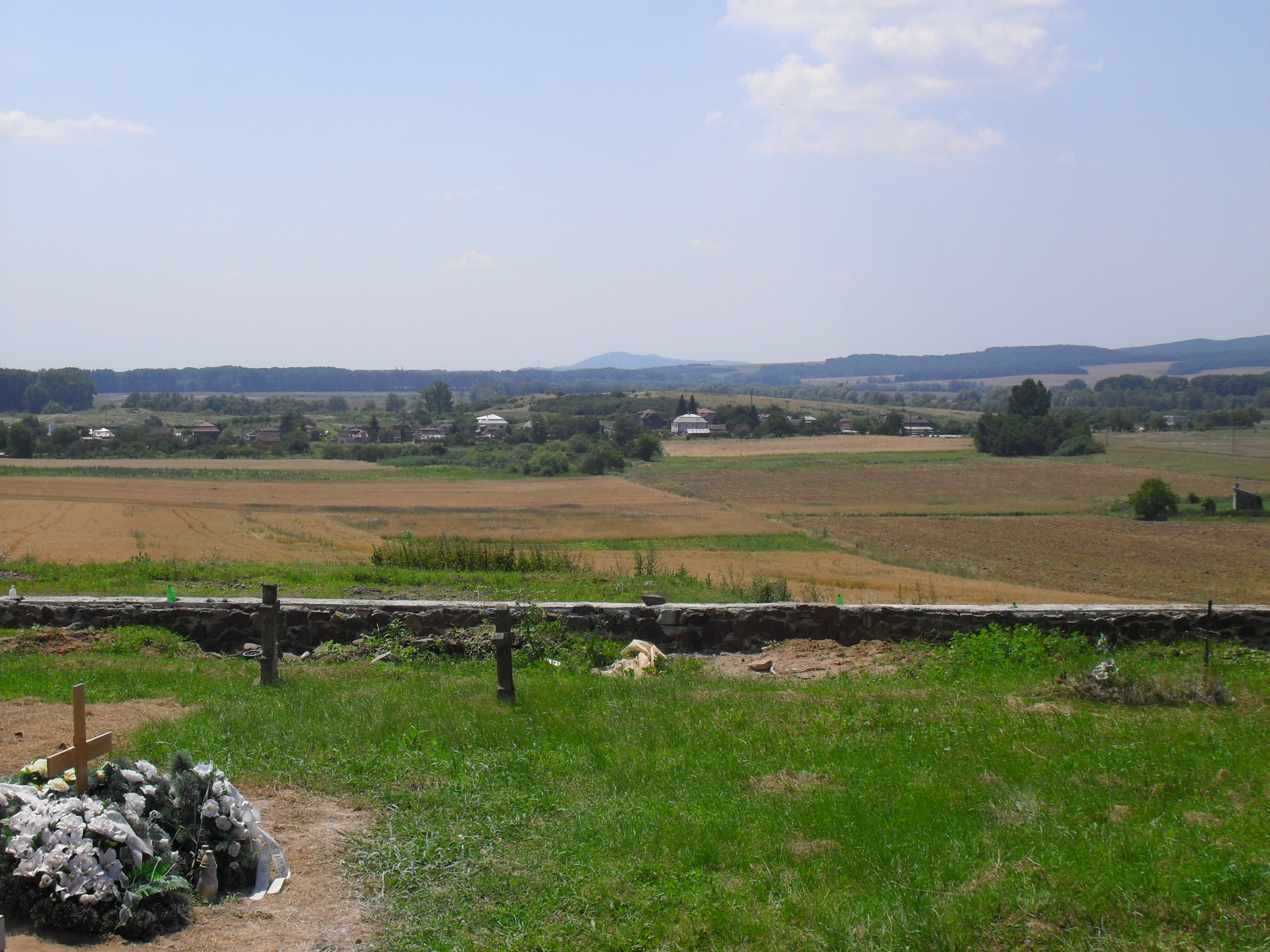
Imregi táj